# Indrasakdi Sachi

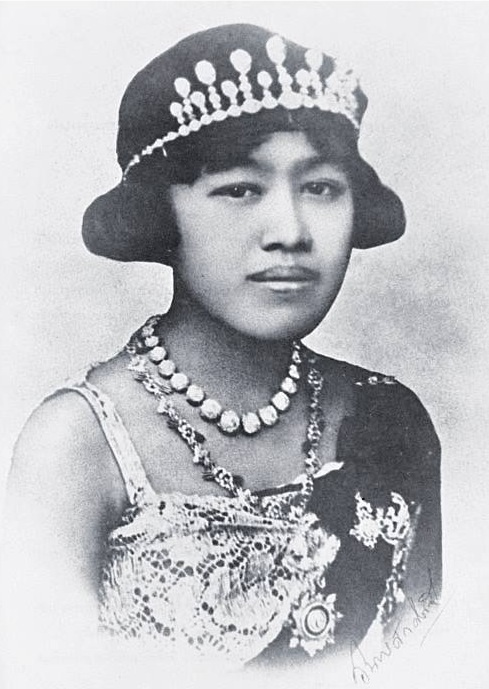
Indrasakdi Sachi

Indrasakdi Sachi, född 1902, död 1975, var Thailands drottning 1922-1925, gift med kung Vajiravudh. Hon var en av kungens många hustrur, men hans enda drottning. 
Hon var dotter till Pluem Sucharitakul och Kimlai Tejakambuja och tillhörde den thailändska adeln. Hon blev år 1921 i enlighet med traditionen utsedd till att gifta sig med kungen. Hon var kungens kusin på hans mors sida. Kungen hade fyra hustrur, bland dem hennes syster Sucharit Suda, samt Lakshamilavan och Suvadhana. 
Kungen hade ingen tronarvinge, och när Indrasakdi Sachi år 1922 blev gravid mottog hon en rad hedersbetygelser. Hennes rank höjdes från prinsessa till prinsessgemål och sedan till drottning. Hon fick sitt eget regemente och utnämndes till dess hedersöverste, den första gången i Thailand som en kvinna mottog militär rang. 
Hennes graviditet slutade i missfall. Hon blev dock återigen gravid. När även denna graviditet år 1925 slutade i missfall, inträffade en brytning mellan kungaparet. Hon fråntogs titeln drottning och tvingades flytta ut kungens palats. Samma år blev en annan av kungens hustrur, Suvadhana, gravid, men fick inte titeln drottning utan bara prinsessgemål. 
Indrasakdi Sachi blev änka 1926.